# Autoroute A20 (Portugal)
Pour les articles homonymes, voir A20 et CRIP.
L'autoroute portugaise A20, également appelée CRIP (ceinture régionale interne de Porto), est une petite autoroute urbaine, longue de 16 km, qui contourne et dessert l'est de Vila Nova de Gaia et de Porto.
Cette autoroute est gratuite (concessionnaire : Brisa).

## Historique des tronçons
| Tronçon                       | État                 | km  |
| ----------------------------- | -------------------- | --- |
| Carvalhos () - Pont du Freixo | En service (1995)    | 8   |
| Pont du Freixo                | En service (09/1995) | 0,8 |
| Pont du Freixo - Antas        | En service (1995)    | 3,1 |
| Antas - Amial                 | En service (1994)    | 2,8 |
| Amial - Francos ()            | En service (1989)    | 2,1 |

## Capacité
| Section                  | Capacité | Longueur |
| ------------------------ | -------- | -------- |
| Carvalhos () -           |          | 2 km     |
| - Pont du Freixo         |          | 6 km     |
| Pont du Freixo           |          | 1 km     |
| Pont du Freixo - Francos |          | 8 km     |

## Itinéraire

Carte de l'A20

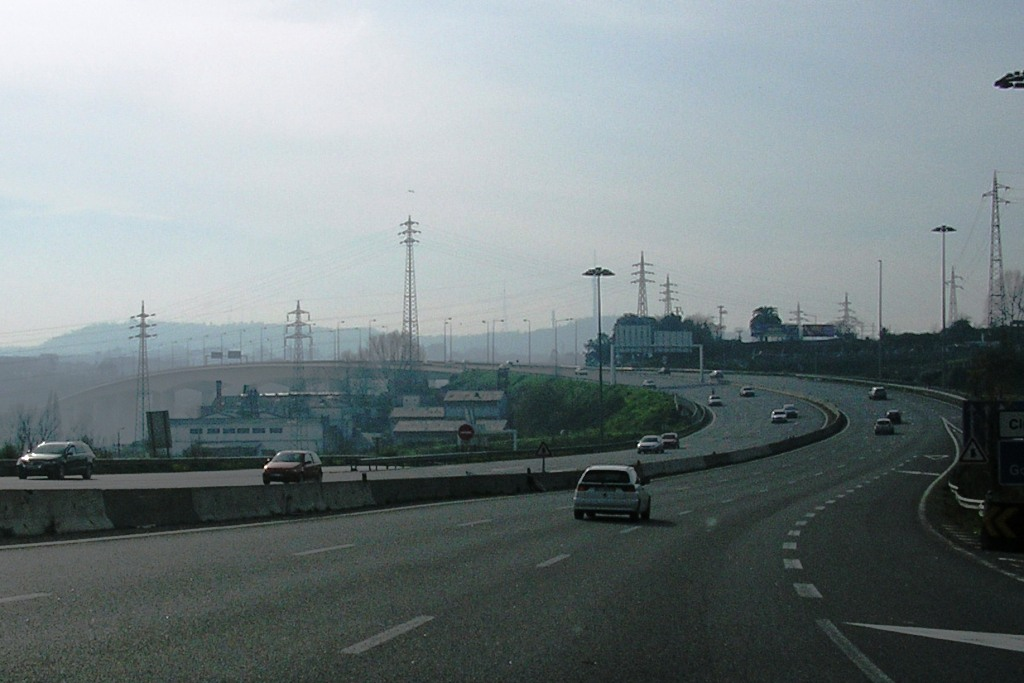
L'A20 juste avant le Pont du Freixo

| Sorties        | Villes                                      |
| -------------- | ------------------------------------------- |
|                | Carvalhos                                   |
|                | São João da Madeira                         |
| 01             |                                             |
| 02             | Vilar de Andorinho                          |
| VCI 03         | Oliveira do Douro (Vila Nova de Gaia) (VCI) |
| Pont du Freixo |                                             |
| VCI 04         | Gondomar                                    |
| VCI 05         | Campanhã                                    |
| VCI 06         | Stade du dragon                             |
| VCI 07         | Porto (Antas) (Avenue de Fernão Magalhães)  |
| VCI 08         | Braga                                       |
| VCI 09         | Porto (Rue de Faria Guimarães)              |
| VCI 10         | Porto (Rue du Amial)                        |
| VCI 11         | Maia N 14 (Via Norte)                       |
| VCI 12         | Francos Viana do Castelo Porto-Ouest (VCI)  |